# Kappl
Kappl è un comune austriaco di 2 634 abitanti nel distretto di Landeck, in Tirolo. Stazione sciistica, ha ospitato tra l'altro tappe della Coppa Europa di sci alpino.